# Марисол дел Олмо
Марисол дел Олмо (на испански: Marisol del Olmo) е мексиканска актриса, която участва в латиноамерикански теленовели. В България е позната с участието си в теленовелата „Желязната дама“ в ролята на Габриела Ислас.

## Биография
Тя прави своя дебют в телевизията в теленовелата „Чужди чувства“ през 1996 г. като си партнира заедно с Йоланда Андраде и Карлос Понсе. След това получава роля в теленовелата „Pueblo chico infierno grande“ през 1997 г., а през 1998 г. участва в „Право на любов“, където си партнира с „Кралицата“ на мелодрама, Адела Нориега. През 2000 г. получава ролята на Мирея Родригес в теленовелата „Къщата на плажа“ и през 2001 г. отново работи с Карла Естрада в теленовелата „Изворът“ в ролята на Мерседес.
През 2002 г. тя има и малка роля в един от 4-те сезона на теленовелата „Клас 406“ като Еухения Морети. През 2003 г. става част от екипа на „Крадец на сърца“ на Телемундо. Четири години по-късно, през 2007 г. участва в „Изпепеляваща страст“ заедно със Сусана Гонсалес и Фернандо Колунга.
През 2008 г. участва в „Утре и завинаги“ като Ерика Вайехо, където актрисата потвърждава за бременността си, като споменава, че това не е повлияло на нейната героиня в теленовелата. Връща се към теленовелите през 2010 г. в ролята на Габриела Ислас в „Желязната дама“, където си партнира с Лусеро и Фернандо Колунга. През 2011 г. тя е една от звездите в продукцията на Televisa, „El Equipo“ където тя играе Наталия. През същата година Луис де Яно Маседо обявява, че тя ще е главната героиня на новата си теленовела „Надежда за сърцето“, където участва и актьорът Лисардо.

## Филмография
- 2024: Ангелът на Аурора (El ángel de Aurora) – Джесабел Камперо
- 2023: Прости нашите грехове (Perdona nuestros pecados) – Силвия Мартинес
- 2022: Мащехата (La madrastra) – Лукресия Ломбардо Фуентес
- 2021: Помниш ли ме (Te acuerdas de mí) – Ивана де Касерес
- 2019: Лекари, линия на живота (Médicos, línea de vida)
- 2018: Шефката на шампиона (La jefa del campeón) – Саломе Салас
- 2017: Готин баща (Papá a toda madre) – Юририя Буиегойри
- 2017: Влюбвам се в Рамон (Enamorándome de Ramón) – Хуана Лопес Ортис
- 2016: Perseguidos – Гуадалупе де Солис
- 2016: Хотелът на тайните (El hotel de los secretos) – Ема де ла Гарса
- 2015: Квартална любов (Amor de barrio) – Каталина Лопесрейна вдовица де Маркес
- 2013: Че те обичам, обичам те (De que te quiero, te quiero) – Ирене Касерас
- 2012: Коя си ти? (¿Quién eres tú?) – Лусия Сабина
- 2011: Надежда за сърцето (Esperanza del corazón) – Лоренса Дуприс Давила де Кабрал
- 2010: Желязната дама (Soy tu dueña) – Габриела „Габи“ Ислас
- 2008: Утре и завинаги (Mañana es para siempre) – Ерика Вайехо
- 2008: Розата на Гуадалупе (La rosa de guadalupe) – Исабел
- 2007: Изпепеляваща страст (Pasión) – Химена
- 2003: Крадец на сърца (Ladron de corazones) – Марсела
- 2002: Клас 406 (Clase 406) – Еухения Морети
- 2001: Изворът (El Manantial) – Мерседес
- 2000: Къщата на плажа (La casa en la playa) – Мирея
- 1998: Право на любов (El privilegio de amar) – Антония „Тоня“ Фонсека
- 1997: Малко село, голям ад – Леокадия
- 1996: Чужди чувства (Sentimientos ajenos) – Лупита